# 美国戴维斯杯代表队
美国戴维斯杯代表队是美国男子网球队参加戴维斯杯的队伍，由美国网球协会（USTA）负责管理和组织参赛。
1900年，美国队参加了第1届戴维斯杯比赛，当时一群哈佛大学的学生挑战了英国队。美国是参加戴维斯杯比赛最成功的球队，曾32次赢得冠军头衔，还获得29次亚军。
自1981年戴维斯杯世界组（后改名为戴维斯杯决赛）成立以来，美国队仅在1988年缺席，他们与捷克（继承了前捷克斯洛伐克队历史参赛纪录）并列成为参加世界组最多次数的球队，并保持着连续多年进入世界组的参赛纪录纪录。
美国青少年球员还在1999年、2008年和2014年获得了青少年戴维斯杯冠军，以及在1985年、1986年、1988年、2002年、2017年和2019年获得亚军。